# Utsiktstorn

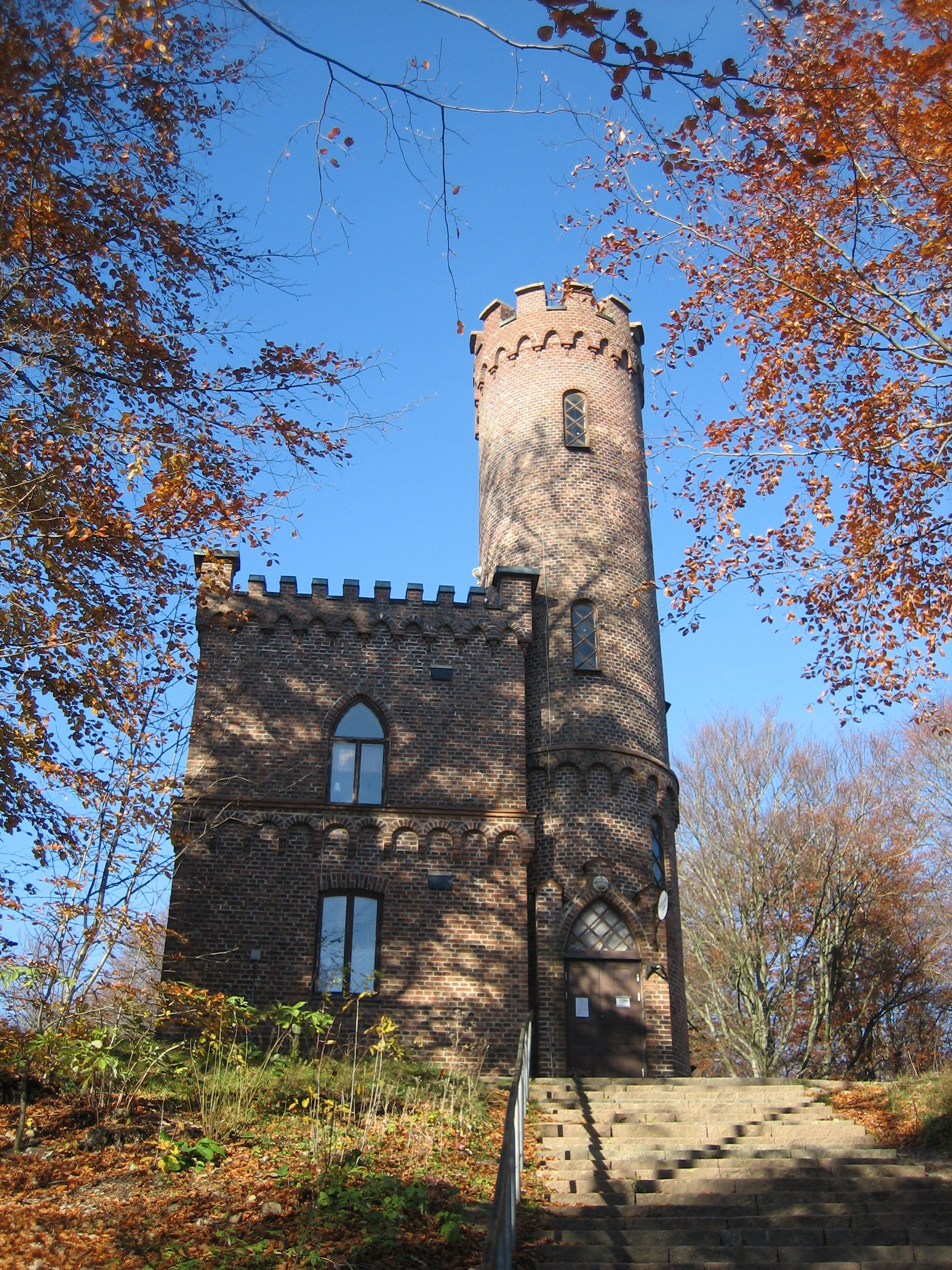
Utsiktstornet på Galgberget i Halmstad i november 2007.

Att besöka utsiktstorn eller utkikstorn kan betraktas höra till naturturismens tidigaste upplevelseaktiviteter. När tornen runt förra sekelskiftet började byggas för att möjliggöra utsiktsvyer rörde man sig inte på samma sätt som i dag. Möjligheterna till naturliga utsiktsplatser var inte lika vanliga som när vi i dag betydligt mycket snabbare färdas i tillrättalagda landskap där utsiktsvyer utgör ett förväntat inslag.
I turismforskningen konstateras att just behovet att tillgodose vida vyer var ett av skälen för att turistmål utvecklades. Möjligheten att beskåda naturens storslagenhet och förnimmelsen av den mänskliga litenheten anges vara skäl att utsiktstornen tilldrog sig uppmärksamhet och långväga besökare.
Ett utsiktstorn räknas i allmänhet som en sevärdhet, och kan vara, eller ge upphov till, en turistfälla.
I områden som i slutet av 1800-talet tillhörde Tyska kejsardömet är så kallade Bismarcktorn, uppkallade efter Otto von Bismarck, vanliga. Av omkring 240 sådana uppförda torn återstår fortfarande 173.

## Exempel

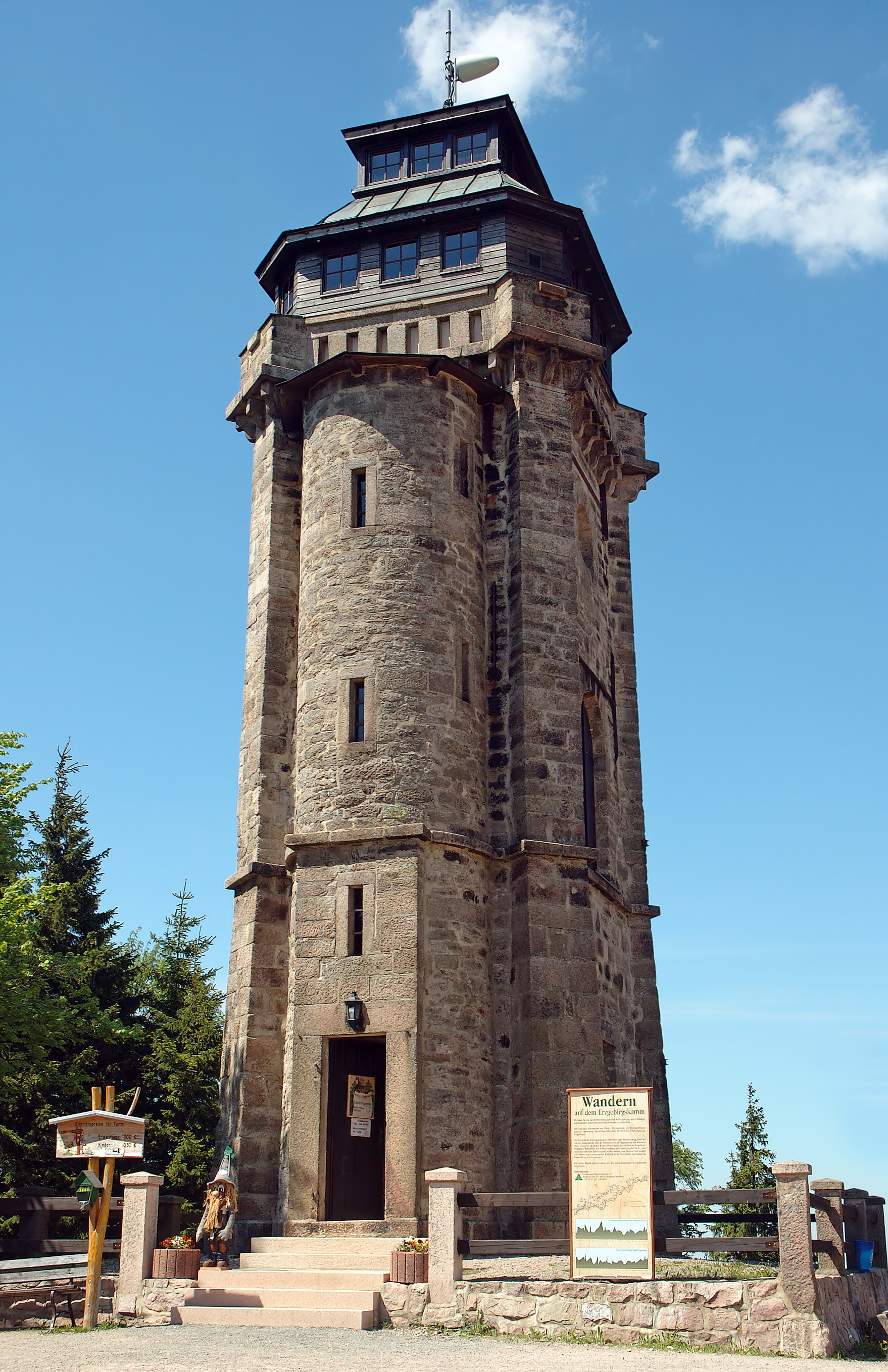
Utsiktstornet i Auersberg, Sachsen.
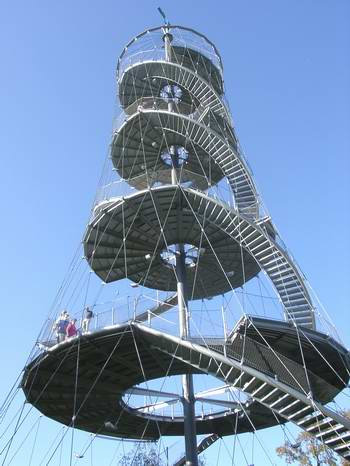
Killesbergtornet i Stuttgart av Jörg Schlaich.
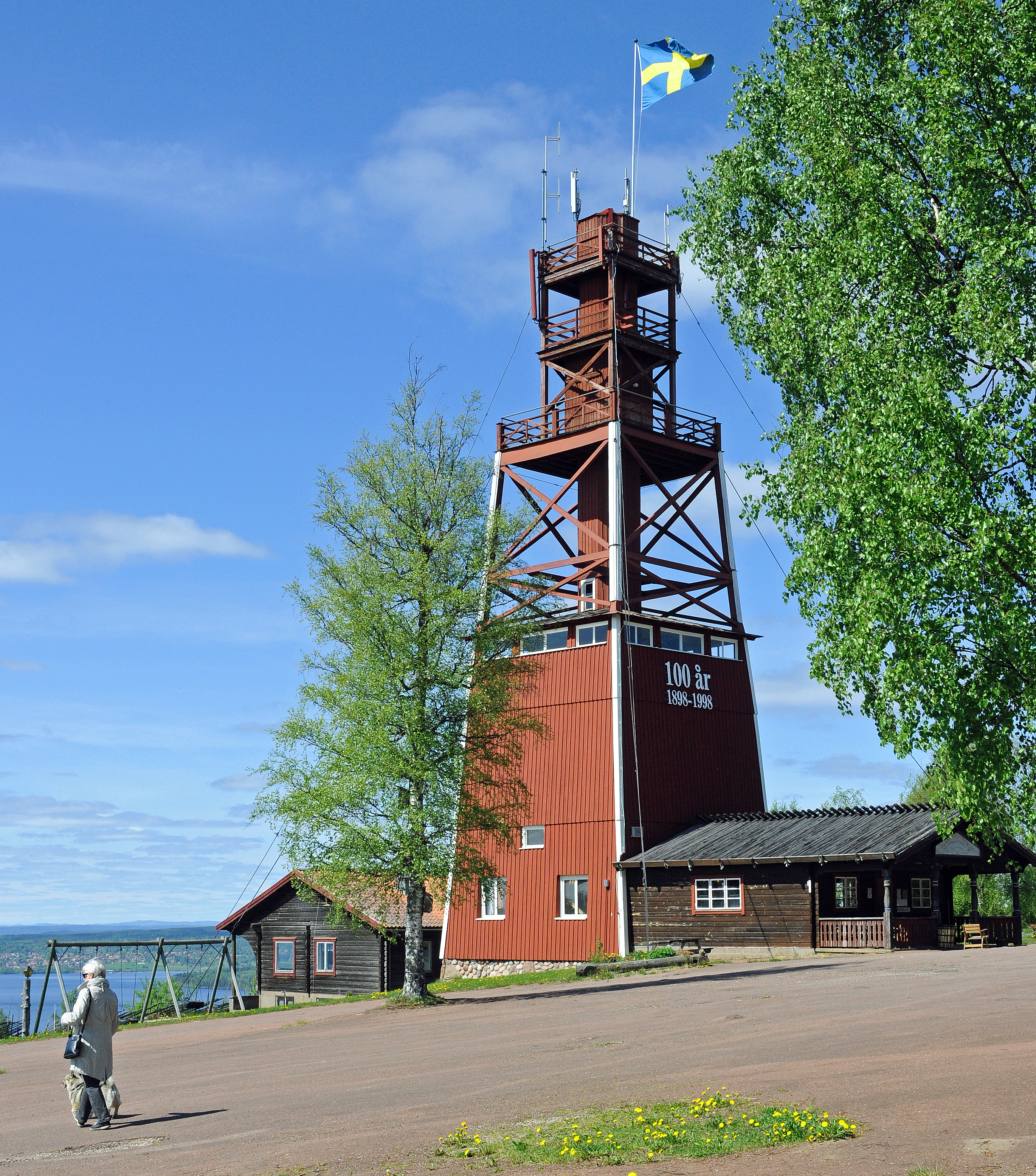
Vidablick i Rättvik.
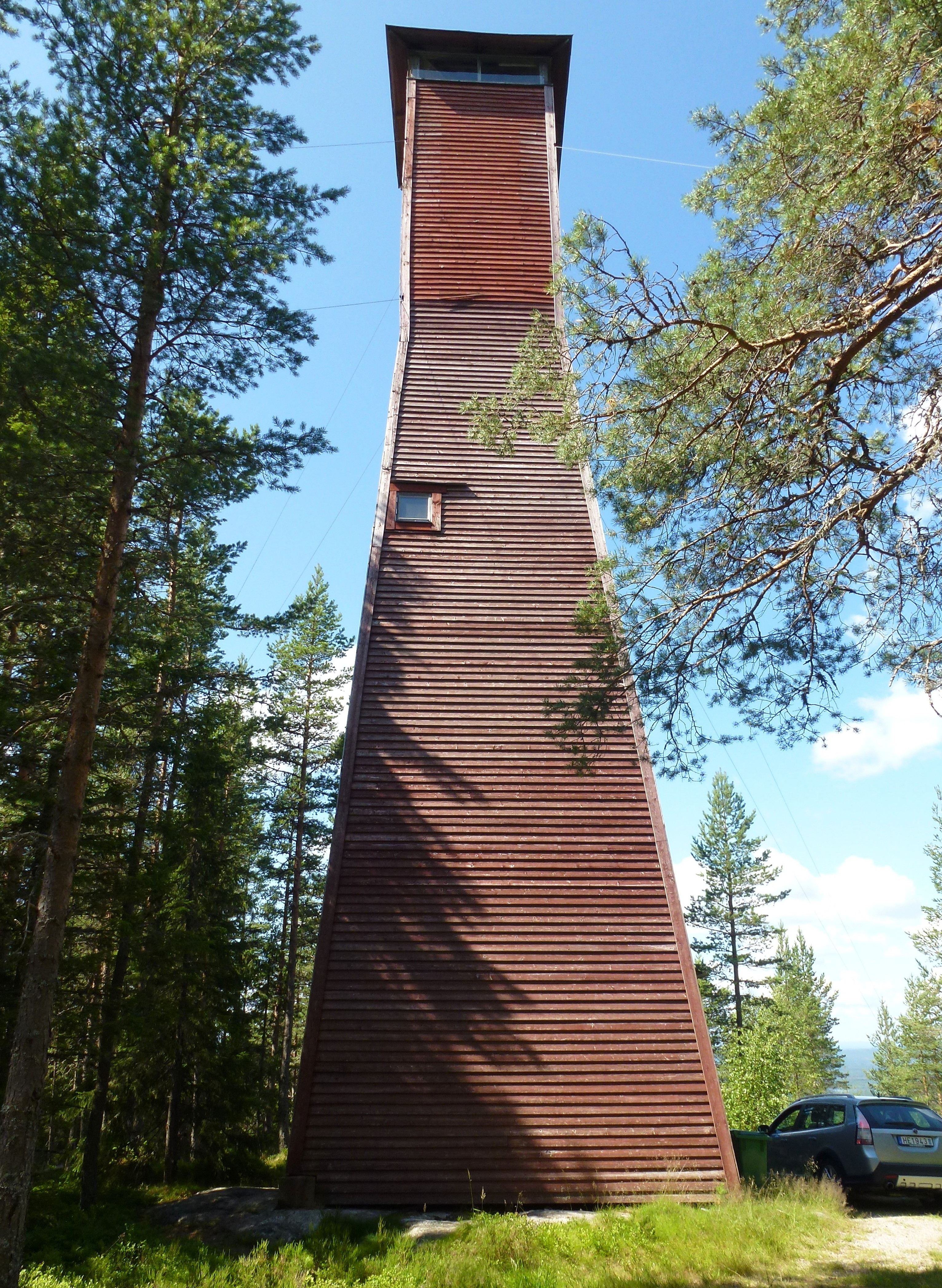
Mejdåsens utsiktstorn vid Björbo.
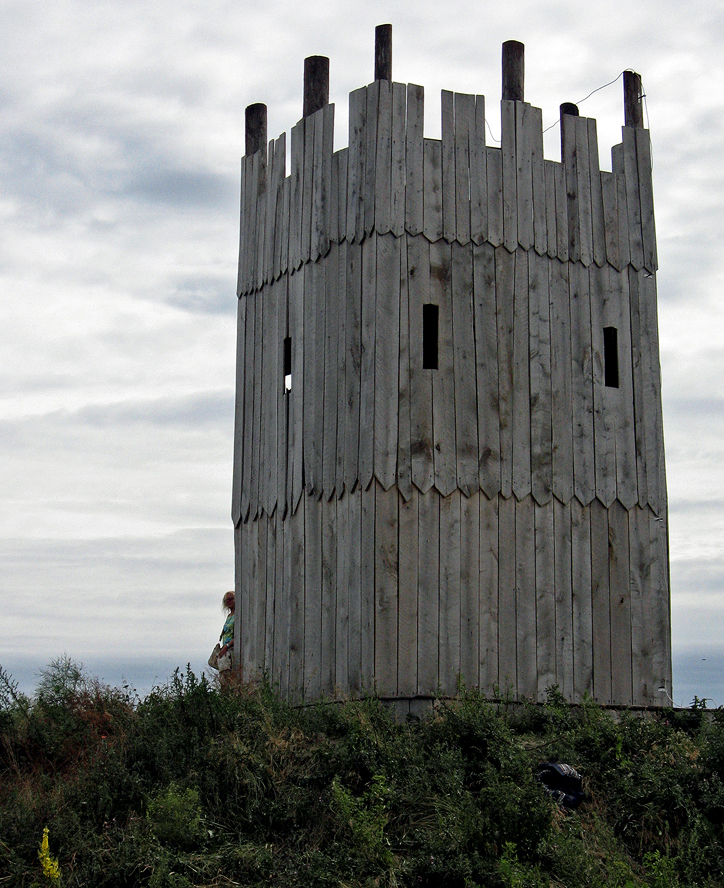
Utsiktstorn vid Fotevikens Museum 2007